# NGC 3896
NGC 3896 é uma galáxia espiral barrada (SB0-a) localizada na direcção da constelação de Ursa Major. Possui uma declinação de +48° 40' 29" e uma ascensão recta de 11 horas, 48 minutos e 56,3 segundos.
A galáxia NGC 3896 foi descoberta em 9 de Fevereiro de 1788 por William Herschel.